# Гумінілович Степан Володимирович
Степа́н Володи́мирович Гумініло́вич (нар. 9 січня 1917, Топорівці, тепер Городенківський район — пом. 27 січня 1985, Торонто) — український музикант, композитор, хоровий диригент, засновник хору «Бурлака», старшина дивізії «Галичина» та Першої Української Дивізії Української Національної Армії.

## Життєпис
Батько його був управителем школи, мати, Ангеліна Юзефівна, двоюрідна сестра Леся Мартовича — вчителькою.
1921 року помирає мати, турботу з його виховання взяли на себе сестри Рома й Марія. У 1930-х роках родина Гумініловичів перебралася до Коломиї — там батько отримав роботу, дітям випала нагода навчатися в українській гімназії. В часі навчання у Коломиї був воротарем команди «Сокіл», згодом — «Довбуша».

Джаз-капела «Ябця». Зліва направо: Степан Гумінілович, Анатоль Кос, Леонід Яблонський, Богдан Весоловський

Після закінчення гімназії працював вчителем в Балинцях. Згодом поступає до Вищого музичного інституту імені М. Лисенка у Львові, закінчив 1939 року по класу гри на скрипці; ще в часі навчання керував хором «Просвіти» в Топорівцях. З того ж року у Коломиї керує кількома хорами, організованими ним у довколишніх селах, а також стає одним із найкращих футбольних воротарів краю.
Перші написані ним пісні з'явилися ще в часі навчання у Львові, складали конкуренцію творчості Генрика Варса. Був в складі джаз-колективу Леоніда Яблонського «Ябця», крім засновника Леоніда Яблонського також у гурт входили Богдан Весоловський, Анатолій Кос (Кос-Анатольський) — студенти Вищого музичного інституту ім. Лисенка. Одним з доробків колективу було ревю «У мелодій ритмі».
Ще в часі польської влади вступив до лав ОУН, за приходу перших совітів опинився в Берліні, працював на фабриці Шварцкопфа.
З початком нацистсько-радянської війни повернувся до Коломиї, був арештований за підпільну діяльність. Після виходу з тюрми 1943 року вступає добровольцем до дивізії «Галичина», відбув старшинський вишкіл, брав участь в битві під Бродами; був з дивізією у Словаччині, Австрії, Югославії.

### На еміграції
Від середини жовтня 1945 року 9500 дивізійників, що перебували в англійському полоні, із Белярії перевезено на територію колишніх італійських авіаційних баз біля села Мірамаре поблизу Ріміні. Тут хорунжий Гумілінович організовує хор «Бурлака».
Очолював хор до 1947, за допомогою єпископа Бучка переїхав до Австрії, де поступив працювати до Зальцзбурзької реальної гімназії. Там влаштувався на роботу вчителем фізкультури, після роботи диригував хором «Трембіта», грав у футбол за клуб «Україна»; в цьому часі знову починає писати музику легкого жанру. У 1948 році одружується з Лідією, того ж року разом із дружиною виїжджає за океан, родина оселяється в Чилі. Там народилися сини Андрій та Юрій.
Згодом родина переїздить до Буенос-Айреса, там керував хором «Трембіта» при товаристві «Просвіта».
Як композитор поєднував українську мелодику з латиноамериканськими ритмами — фокстрот «Весна», танґо «Сон» і «Лину до тебе».
В Арґентині народився син Марко; 1957 року на заклики дивізійників сім'я Гумініловичів переїздить до Канади, оселяються в Ошаві.
До 1961 року був дириґентом хору церкви Св. Юрія в Ошаві, керував хором «Боян» в Торонто, в 1976 відновив роботу хору «Бурлака», перший виступ останнього відбувся в залі «Раєрсон» — до ювілею Івана Франка, піснею «Дивізіє, гей, рідна мати» І. Музички на слова М. Угрин-Безгрішного.
1979 року у зв'язку із хворобою й погіршенням стану здоров'я залишив керівництво хором, але продовжував творити музику. Загалом створив близько 400 композицій.
Помер і похований в Торонто на цвинтарі «Проспект».

## Творчий доробок
- хорові твори «Дзвони», «Донська козача», «Кавказ», «Куперен», «Почаївська», «Пташиний хор», «Страшний суд»,
- обробки народних пісень «І гай знову сміється», «Там на горі, на Маківці», «Там, під лісом»,
- фокстрот «До тебе знову хочу я»,
- танго «Бузок», «Прощання», «Мамо…»,
- вальси «Я тут, ти там», «Неділю на Україні»,
- музика до вистави «Найкращі хлопці з дивізії» Зіновія Лиська. «Театр у п'ятницю» з Нью-Йорка лише 1968 року 14 разів ставив цю виставу в різних містах США та Канади, актори — Юлія та Володимир Шашаровські, Богдан Паздрій, співаки Марія Лисяк і Іван Самокіш, фортепіанний супровід Зої Маркович.

У львівському музеї УД УНА як експонат виставлено збірку пісень Гумініловича «Мої давні пісні», видані 1983 року в Торонто його сином Марком; 24 пісні на слова поетів Б. Бора, Ю. Форися, А. Курдидика, Л. Яблонського.